# 奔跑吧 (第十季)
《奔跑吧》第十季（英語：Keep Running 10）是浙江衛視於2022年播出的一檔真人實境節目，是《奔跑吧》系列節目的第十季。節目於2022年5月13日起每週五20:20播出。
本季節目的常駐成員包括了李晨、Angelababy、鄭愷、沙溢、蔡徐坤；曾參與黃河篇第二季的演員白鹿和歌手周深加入為新成員；上季常駐成員黃旭熙和宋雨琦本季則退出常駐班底。

## 簡介
本季以「奔跑不停，爱你不变」為主題，並於節目正式開播前發佈了以鲜花為主題的宣傳海報。節目由常駐成員與飛行嘉賓一同前往不同城市，按照每期設定的主題進行分組遊戲，並根據完成不同的任務決出勝負。

## 成员
| 成員       | 年齡 | 備注                                                           | 參考來源    |
| 李晨       | 43   |                                                                | [ 2 ] [ 3 ] |
| 鄭愷       | 36   | 因陪產缺席第七至八期錄製；因2019冠狀病毒病疫情缺席第九至十二期 | [ 2 ] [ 3 ] |
| Angelababy | 33   |                                                                | [ 2 ] [ 3 ] |
| 沙溢       | 44   |                                                                | [ 2 ] [ 3 ] |
| 蔡徐坤     | 25   |                                                                | [ 2 ] [ 3 ] |
| 白鹿       | 27   |                                                                | [ 2 ] [ 3 ] |
| 周深       | 29   |                                                                | [ 2 ] [ 3 ] |

## 节目列表
| 集數 | 主題             | 拍攝地點                        | 播出日期 | 飛行嘉賓                                       | 參考來源      |
| 0    | 先導片           | 四川省樂山市                    | 5月12日  | 无嘉宾                                         | [ 4 ]         |
| 1    | 重赴青春之约     | 四川省樂山市                    | 5月13日  | 胡彦斌、宋妍霏、孟佳、孟子义、林允             | [ 5 ]         |
| 2    | 专属玫瑰         | 浙江省湖州市                    | 5月20日  | 容祖儿、王鹤棣、毛晓彤、李铢衔、唐九洲         | [ 6 ]         |
| 3    | 匿名用户调查事件 | 浙江省湖州市                    | 5月27日  | 王鹤棣、张碧晨、张大大                         | [ 7 ]         |
| 4    | 峨眉秘事         | 四川省樂山市                    | 6月3日   | 胡彦斌、王菊、凌云                             | [ 8 ] [ 9 ]   |
| 5    | 香菇大王争霸赛   | 浙江省麗水市                    | 6月10日  | 信、秦霄贤、吴宣仪、于洋、陈宥维               | [ 10 ] [ 11 ] |
| 6    | 假如世界没有音乐 | 浙江省麗水市                    | 6月17日  | 信、秦霄贤、单依纯、烧饼                       | [ 12 ]        |
| 7    | 食在宋朝         | 浙江省金華市                    | 6月24日  | 袁娅维、金晨、倪虹洁、金靖                     | [ 13 ]        |
| 8    | 令我心动的offer  | 浙江省金華市                    | 7月1日   | 金晨、金靖、杨迪、李诞                         | [ 14 ]        |
| 9    | 新西域通商记     | 新疆維吾爾自治區 昌吉回族自治州 | 7月8日   | 李玟、魏大勋、聂远、希林娜依·高                | [ 15 ]        |
| 10   | 与冠军的较量     | 新疆維吾爾自治區 昌吉回族自治州 | 7月15日  | 魏大勋、刘耕宏、张常宁、吕小军、高亭宇、徐梦桃 | [ 16 ]        |
| 11   | 日落之前擁抱我   | 新疆維吾爾自治區 吐魯番市       | 7月22日  | 安崎、陸柯燃                                   | [ 17 ]        |
| 12   | 追蹤黃金獵人     | 新疆維吾爾自治區 吐魯番市       | 7月29日  | 趙露思、蔣敦豪                                 | [ 18 ]        |

## 节目内容
| 集數             | 主題             | 最終任務地點                                       | 隊伍 | 隊伍 | 勝利條件                                                                                      | 結果 | 參考來源     |
| 集數             | 主題             | 最終任務地點                                       | 初始隊伍 | 最終隊伍 | 勝利條件                                                                                      | 結果 | 參考來源     |
| 第一期 5月13日   | 重赴青春之约     | 四川省 樂山市峨眉山市 恆邦艾美度假酒店             | 李晨、孟子義 Angelababy、周深 鄭愷、白鹿 沙溢、宋妍霏 蔡徐坤、孟佳 胡彥斌、林允                                                                               | 李晨、林允 Angelababy、周深 鄭愷、孟佳 沙溢、孟子義 蔡徐坤、宋妍霏 胡彥斌、白鹿                                                                               | 成功與正確的筆友配對為搭檔                                                                    | 李晨、林允 沙溢、孟子義 配對成功                                                                                              | [ 5 ]        |
| 第二期 5月20日   | 專屬玫瑰         | 浙江省湖州市德清縣 開元森泊度假酒店                | 紅隊 Angelababy、李銖銜、唐九洲 綠隊 白鹿、鄭愷、王鶴棣 白隊 毛曉彤、蔡徐坤、周深 黑隊 容祖兒、李晨、沙溢                                                     | 綠隊 白鹿、鄭愷、蔡徐坤、王鶴棣、毛曉彤、唐九洲 黑隊 容祖兒、李晨、Angelababy、沙溢、周深、李銖銜                                                             | 輪盤上不抽中本隊                                                                              | 黑隊勝出 獲得玫瑰造型的黃金飾品；黑隊的十號玫瑰獲命名為「拾季」                                                               | [ 6 ]        |
| 第三期 5月27日   | 匿名用戶調查事件 | 浙江省杭州市蕭山區 開元森泊度假樂園                | 匿名用戶 李晨、Angelababy、沙溢 虛擬財產繼承人 鄭愷、蔡徐坤、白鹿、周深、王鶴棣、張碧晨、張大大                                                               | 匿名用戶 李晨、Angelababy、沙溢 虛擬財產繼承人 鄭愷、蔡徐坤、白鹿、周深、王鶴棣、張碧晨、張大大                                                               | 匿名用戶 通過撕名牌竊取達一千萬財產 虛擬財產繼承人 阻止匿名用戶竊取達一千萬財產               | 匿名用戶勝出 獲得黃金飾品 | [ 7 ]        |
| 第四期 6月3日    | 峨眉秘事         | 四川省 樂山市峨眉山市 峨眉山金頂                   | 九陰白骨爪 \| 九陰白骨鳳爪 周深 \| Angelababy、胡彥斌 好人陣營 李晨(乾坤大挪移)、鄭愷(火眼金睛)、沙溢(詩經)、蔡徐坤(點兵點將)、白鹿(吸星大法)、王菊(雙劍合璧) | 九陰白骨爪 \| 九陰白骨鳳爪 白鹿 \| 鄭愷、胡彥斌 好人陣營 李晨(乾坤大挪移)、Angelababy(火眼金睛)、沙溢(詩經)、蔡徐坤(點兵點將)、周深(吸星大法)、王菊(雙劍合璧) | 九陰白骨爪和鳳爪 隱藏九陰白骨爪的身份不被投票出局 好人陣營 將九陰白骨爪投票出局               | 九陰白骨爪和鳳爪勝出 | [ 9 ]        |
| 第五期 6月10日   | 香菇大王爭霸賽   | 浙江省麗水市 景寧畲族自治縣 景寧體育場             | 藍隊 蔡徐坤、李晨、Angelababy、周深、秦霄賢、于洋 白隊 鄭愷、沙溢、白鹿、信、吳宣儀、陳宥維                                                                   | 藍隊 蔡徐坤、李晨、Angelababy、周深、秦霄賢、于洋 白隊 鄭愷、沙溢、白鹿、信、吳宣儀、陳宥維                                                                   | 獲得更多香菇                                                                                  | 白隊勝出 獲得老虎造型的黃金飾品；藍隊隊員秘密任務成功，除蔡徐坤外獲得精品香菇；白隊隊員秘密任務失敗，鄭愷額外獲得一份黃金飾品 | [ 10 ]       |
| 第六期 6月17日   | 假如世界没有音乐 | 浙江省麗水市 景寧畲族自治縣 那雲溫泉度假村         | 蝸牛 \| 黃鸝鳥 周深 \| 燒餅 會長 \| 無音樂協會 白鹿 \| Angelababy、李晨、鄭愷、沙溢、蔡徐坤、信、秦霄賢、單依純                                               | 蝸牛 \| 黃鸝鳥 \| 愛樂者 周深 \| 燒餅 \| Angelababy、蔡徐坤、信、秦霄賢、單依純 會長 \| 無音樂協會 白鹿 \| 李晨、鄭愷、沙溢                                   | 愛樂者 將無音樂協會會長的名牌撕掉使其出局 無音樂協會 將蝸牛和黃鸝鳥的名牌撕掉使其出局         | 無音樂協會勝出 獲得音符造型的黃金飾品                                                                                         | [ 12 ]       |
| 第七期 6月24日   | 食在宋朝         | 浙江省金華市婺城區 金華體育中心                    | 李晨、金晨 沙溢、倪虹潔 蔡徐坤、金靖 周深、袁婭維 Angelababy、白鹿                                                                                            | 李晨、金晨 沙溢、倪虹潔 蔡徐坤、金靖 周深、袁婭維 Angelababy、白鹿                                                                                            | 擁有獎賞籌                                                                                    | 白隊和粉隊勝出 粉隊品嘗宋代美食；綠隊品嘗牛癟火鍋；白隊同時品嘗宋代美食和爛菘菜蛋花湯；灰隊品嘗鯡魚果凍                       | [ 13 ]       |
| 第八期 7月1日    | 令我心动的offer  | 浙江省金華市婺城區 熊貓豬豬兩頭烏 國際牧場         | 金靖、白鹿、金晨 楊迪、沙溢、蔡徐坤 李誕、李晨、Angelababy、周深                                                                                              | 金靖、蔡徐坤、金晨 楊迪、沙溢、周深 李誕、李晨、Angelababy、白鹿                                                                                              | 老闆 成為R幣值最高的老闆 員工 成為R幣值最高前兩位的員工                                       | 周深、金晨和李誕勝出 獲得黃金飾品；排名靠後的蔡徐坤、白鹿和金靖接受乾冰導彈懲罰                                               | [ 14 ]       |
| 第九期 7月8日    | 新西域通商记     | 新疆維吾爾自治區 昌吉回族自治州 昌吉饢文化文旅小鎮 | 鹹魚 沙溢、魏大勛、聶遠 區域代理商 李晨、Angelababy、蔡徐坤、白鹿、周深、李玟、希林娜依·高                                                                    | 鹹魚 沙溢、魏大勛、聶遠 區域代理商 李晨、Angelababy、蔡徐坤、白鹿、周深、李玟、希林娜依·高                                                                    | 鹹魚 隱藏身份不被揭穿並進入R幣值前五名 區域代理商 揭穿所有鹹魚的身份或阻止鹹魚進入R幣值前五名 | 區域代理商勝出 獲得算盤造型的黃金飾品和新疆特產大禮包                                                                         | [ 15 ]       |
| 第十期 7月15日   | 与冠军的较量     | 新疆維吾爾自治區 昌吉回族自治州 昌吉迎賓館         | 兄弟隊 李晨、Angelababy、沙溢、蔡徐坤、白鹿、周深 冠軍隊 魏大勛、劉耕宏、張常寧、呂小軍、高亭宇、徐夢桃                                                       | 兄弟隊 李晨、Angelababy、沙溢、蔡徐坤、白鹿、周深 冠軍隊 魏大勛、劉耕宏、張常寧、呂小軍、高亭宇、徐夢桃                                                       | 本隊的彈珠在綜合耐力賽中排名第一                                                              | 冠軍隊勝出 獲得彈珠造型的黃金飾品；兄弟隊須完成健身操懲罰                                                                     | [ 16 ]       |
| 第十一期 7月22日 | 日落之前擁抱我   | 新疆維吾爾自治區 吐魯番市鄯善縣 庫姆塔格沙漠       | 團隊戰 | 團隊戰 | 在晚上八點半計時結束前完成任務                                                                | 全員勝出 獲得愛心造型的黃金飾品                                                                                               | [ 17 ]       |
| 第十二期 7月29日 | 追蹤黃金獵人     | 新疆維吾爾自治區 吐魯番市高昌區 葡萄溝             | 黃金獵人 鄭愷（云录制） 兄弟團 李晨、Angelababy、沙溢、蔡徐坤、白鹿、周深、蔣敦豪、趙露思                                                                     | 黃金獵人 鄭愷（云录制） 兄弟團 李晨、Angelababy、沙溢、蔡徐坤、白鹿、周深、蔣敦豪、趙露思                                                                     | 黃金獵人 将兄弟团所有成员淘汰兄弟團 將黃金獵人的名牌撕掉並找到黃金飾品的藏匿地點              | Angelababy、蔡徐坤和周深勝出 獲得本季餘下的黃金飾品                                                                           | [ 18 ] [ c ] |

## 花絮
在第十二期节目录制期间，全體常駐嘉賓及當期飞行嘉宾蔣敦豪和趙露思一同參與“吐鲁番的葡萄熟了”直播，进行了歌舞才艺表演，並於公益活动中送出2022年吐魯番市第一批成熟的葡萄，以此支持当地的葡萄农。

## 收视率及播放量
根据中国视听大数据（CVB），《奔跑吧 (第十季)》在2022年度地方卫视首播文艺节目中，收视率排名第一，回看用户规模亦居于首位，其中平均每期收视率0.599%，收视份额2.641%。
据中国视听大数据，《奔跑吧 (第十季)》首期节目到达率1.868%，位居地方卫视晚间首播文艺节目第1，收视率0.693%，位居地方卫视晚间首播文艺节目第1。第三期节目收视率0.554%，位居地方卫视晚间首播文艺收视率NO1。第八期节目到达率1.384%、收视率0.568%，齐列地方卫视晚间首播文艺节目第1，回看用户规模连续7周蝉联地方卫视文艺节目第1。收官期收视率0.697%，本季单期收视率最高，每期平均收视率0.599%，稳居同时段地方卫视节目前2，回看用户规模连续11周蝉联地方卫视文艺节目第1。
根据酷云提供的收视率，《奔跑吧 (第十季)》十二期节目均获得收视率冠军。
据灯塔专业版显示，《奔跑吧 (第十季)》首期节目于5月13日上线腾讯视频、爱奇艺、优酷三个视频平台，至5月15日的数据，已经连续三天居于全网正片播放市占率首位，打响开门红。上线首日全网正片播放市占率为29.55%，且较排在第二位的综艺节目高出一倍有余。第二日进一步提升至30.87%。
据云合数据，《奔跑吧 (第十季)》于2022年5月（上线19天）全网正片有效播放量为2.78亿，2022年6月全网正片有效播放量为4.69亿，7月全网正片有效播放量为5.79亿，8月全网正片有效播放量为1.9亿，在霸屏榜上连续三月居于首位。至8月底，全网正片有效播放量累计已经超过15亿。至12月底，全网正片有效播放量达到16.8亿，位于2022年度综艺有效播放霸屏榜首位，期均V30（每期发布30天）播放8167万，居于2022年首位。而2023年上半年又有1.4亿播放量，累计播放量达到18.2亿。2023全年累计正片有效播放2.4亿，市占率2.2%，位居2023年榜第十位（奔跑吧系列共有四部位居榜单前20）。两年累计播放量达到19.2亿。
据猫眼专业版，《奔跑吧 (第十季)》首播当天实时热度就登顶猫眼综艺榜TOP1，并登上卫视全网收视榜TOP1。之后几乎全程位于榜单冠军位置。
在腾讯视频，节目结束一周后，《奔跑吧 (第十季)》依然位列腾讯视频综艺热播排行榜总榜第一位。
- 注：灯塔、云合、猫眼的“全网”仅指内地四个长视频播放平台（腾讯视频、爱奇艺、优酷、芒果TV），未包括油管等海外视频平台。《奔跑吧 (第十季)》于腾讯视频、爱奇艺、优酷三个视频平台上线，有些平台仍排序为《奔跑吧 (第六季)》。

## 奖项
| 年份 | 颁奖机构                                 | 奖项               | 结果 |
| ---- | ---------------------------------------- | ------------------ | ---- |
| 2023 | 酷云2023“未来之路”文娱责任影响力年度盛典 | 卫视组年度台播综艺 | 獲獎 |
| 2023 | 酷云2023“未来之路”文娱责任影响力年度盛典 | 年度全端最佳综艺   | 獲獎 |

## 电视节目播放情况

### 中国大陆
| 中国 浙江卫视 每周五 20:20 - 22:00 ·              | 中国 浙江卫视 每周五 20:20 - 22:00 ·             | 中国 浙江卫视 每周五 20:20 - 22:00 · |
| ------------------------------------------------- | ------------------------------------------------ | ------------------------------------ |
|                                                   | 奔跑吧第十季 （2022年5月13日 - 2022年7月29日）   |                                      |
| 王牌对王牌第七季 （2022年2月25日－2022年5月14日） | 2022中国好声音 （2022年8月5日 - 2022年10月28日） |                                      |

### 马来西亚
| 马来西亚 Astro双星HD 星期日 22:00 - 00:00（与浙江卫视同期播出） · 6月5日 22:00 - 00:30 · 6月24日起，每周五 20:20 - 22:30 (与浙江卫视同步播出) | 马来西亚 Astro双星HD 星期日 22:00 - 00:00（与浙江卫视同期播出） · 6月5日 22:00 - 00:30 · 6月24日起，每周五 20:20 - 22:30 (与浙江卫视同步播出) | 马来西亚 Astro双星HD 星期日 22:00 - 00:00（与浙江卫视同期播出） · 6月5日 22:00 - 00:30 · 6月24日起，每周五 20:20 - 22:30 (与浙江卫视同步播出) |
| --- | --- | --- |
| | 奔跑吧第十季 （2022年5月15日 - 2022年7月29日）                                                                                                | |
| - | 2022中国好声音 （2022年8月5日 - 2022年10月28日）                                                                                              | |